# Cryptographis fimalis
Cryptographis fimalis là một loài bướm đêm trong họ Crambidae.